# Торренс, Джонатан
Джонатан Ормонд Торренс (англ. Jonathan Ormond Torrens) — канадский актёр и телеведущий, наиболее известный как соведущий программы Street Cents, ток-шоу Jonovision и роли J-Roc в популярном канадском комедийном сериале «Парни из Трейлер Парка». В октябре 2009 года Торренс начал вести комедийную программу TV with TV's Jonathan Torrens, которая транслировалась на телеканале TVtropolis. В январе 2014 года он объединился с Джереми Таггартом для создания подкаст Taggart and Torrens. Они обсуждают всё, от спорта до политики, и предлагают уникальный взгляд на текущие проблемы.

## Ранняя жизнь
Торренс родился в Шарлоттауне на острове Принца Эдуарда. В детстве он жил в Шервуде, где посещал начальную школу. В первом классе он впервые выступил на сцене. В 1983 году, после первого посещения Шервудской начальной школы, он переехал со своей семьёй в Галифакс, где учился в средней школе Святого Патрика. Его сестра — актриса и сценаристка Джеки Торренс.

## Карьера
С 1989 по 1996 год Торренс был соведущим молодёжного сериала телеканала CBC Street Cents, посвящённого вопросам защите прав потребителей. Затем, с 1996 по 2001 год, он был ведущим, сопродюсером и сценаристом своего собственного ток-шоу, ориентированного на подростков, Jonovision.
В 1998 году он сыграл Дэвида в Beefcake, фильме о модных журналах 1950-х годов и их связи с гей-сообществом. В том же году он получил премию Джемини в категории «Лучшая короткометражная драматическая программа» за свою работу над Nan’s Taxi. В 1999 году он выступил организатором и рассказчиком 33-минутной документальной драмы о последствиях неправильного вождения для Комиссии Альберты по борьбе со злоупотреблением алкоголем и наркотиками (AADAC) под названием When Choices Collide. В 2001 году он сыграл Тони Морессу в шоу Pit Pony и дважды появлялся на шоу Royal Canadian Air Farce в роли «увлечённого парня из SportsNet». Оттуда он перешёл в Rideau Hall в 2002 году и появился в качестве гостя в сериале This Hour Has 22 Minutes. В 2003 году он снялся в шестисерийном мини-сериале Jonathan Crosses Canada, в котором он путешествовал по Канаде на «Виннебаго».
Летом 2004 года он снялся в роли «парня, который должен быть геем» в пародийном реалити-шоу Spike TV The Joe Schmo Show 2, а также участвовал в шоу The Greatest Canadian и 50 Most Outrageous TV Moments.
В 2003 году Торренс сыграл роль Шейна Маккея, биологического отца Эммы Нельсон, в двухсерийном эпизоде «Деграсси: Следующее поколение», возрождении подростковой драмы Degrassi Junior High, поскольку актёр Билл Пэрротт отказался от повторной роли. Ранее Торренс воссоединил оригинальный актёрский состав Деграсси в 1999 году на канале Jonovision, который стал самым рейтинговым эпизодом шоу и считается катализатором возрождения Деграсси.
У Торренса есть постоянная роль J-Roc в телесериале «Парни из Трейлер Парка». Он также появился во всех фильмах франшизы. В ноябре и декабре 2008 года Джонатан был приглашён на роль ведущего в нескольких эпизодов радиошоу CBC Definitely Not the Opera.
В 2008 году он снялся в отмеченном наградами короткометражном фильме «Месть ёлок» режиссёра Джейсона Айзенера.
В 2009 году Торренс дебютировал в своём собственном телевизионном шоу под названием TV With TV’s Jonathan Torrens на канадском телеканале TVtropolis, которое закончилось в 2011 году. С 2010 года Торренс является одним из соведущих реалити-шоу Wipeout Canada, которое также выходит на телеканале TVtropolis и завершилось после 13 серий.
21 марта 2013 года на Facebook было подтверждено, что Торренс набрал сорок фунтов, чтобы повторить свою роль J-Roc в фильме Trailer Park Boys: Don’t Legalize It. Торренс появился в 8 сезоне сериала «Парни из Трейлер Парка», который дебютировал на Netflix 5 сентября 2014 года. Он также был соавтором сценария 9 и 10 сезонов. Торренс покинул актёрский состав «Парней из Трейлер Парка» в апреле 2016 года.
У него также были постоянные роли в телесериалах Mr. D, Call Me Fitz, Game On и Letterkenny.
В октябре 2017 года Джереми Таггарт и Торренс выпустили книгу в мягкой обложке Canadianity: Tales From The true North Strong And Freezing — сборник заметок о шоу-бизнесе и приятных повседневных анекдотов, наполненных ностальгической любовью к этой великой стране. Эта книга отправляет читателей в путешествие по пересечённой местности, освещая известных местных героев (или группы), лучшие места, где можно вкусно поесть, и самые грязные места для питья, от побережья к побережью."
В 2019 году Торренс запустил веб-сериал о финансовом образовании Your Two Cents.
В 2021 году Торренс написал сценарий, срежиссировал и снялся в ситкоме Vollies о пожарных-добровольцах для Bell Fibe TV. Премьера сериала состоялась 20 октября 2021 года. Он получил номинацию на премию Canadian Screen Award за лучшую мужскую роль второго плана в комедийном сериале в 2022 году.
В 2022 году он начал сниматься в сериале Shoresy в роли Реми Надо и появился в роли отца главных героев в фильме «Детки против пришельцев».

## Личная жизнь
Торренс женат, у него две дочери.